# أكرض
أكرض (بالإنجليزية: AGUERD)‏ هي جماعة قروية تابعة لإقليم الصويرة ضمن جهة مراكش - تانسيفت - الحوز بالمغرب. بلغ مجموع عدد سكان أكرض  حسب إحصاءات 2004 حوالي 4917 نسمة من بينهم 5 أجانب يعيشون في 990 أسرة.